# Schefflera pittieri
Schefflera pittieri är en araliaväxtart som beskrevs av Hermann August Theodor Harms. Schefflera pittieri ingår i släktet Schefflera och familjen araliaväxter.
Artens utbredningsområde är Venezuela. Inga underarter finns listade.